# Gabriel Valencia
Gabriel Valencia (1799 - 1848) est un homme politique et général de l'armée du Mexique. Il fut l'un des généraux mexicains de la guerre américano-mexicaine et mena les troupes au combat lors de la bataille de Contreras. Valencia s'engage dans l'armée coloniale espagnole avant la guerre d'indépendance du Mexique, mais il rejoint l'armée mexicaine en 1821. Il se fait de nombreux amis parmi les militaires et les gouvernants, devenant un homme politique influent du Mexique. Il forge une alliance périlleuse avec Antonio López de Santa Anna, une figure politique de l'époque, tantôt au pouvoir ou tantôt banni.

## Biographie
En 1840 et 1841 se déroulent plusieurs rébellions contre Anastasio Bustamante, qui est alors président du Mexique pour la troisième fois. Bustamante était un membre du Parti centraliste. Le 15 juillet 1840, des militaires emmenés par les généraux José Urrea et Valentín Gómez Farías prennent le palais présidentiel et capturent le Président Bustamante qu'ils relâcheront plus tard. Le chef de l'état-major général, le général Gabriel Valencia, parvint à apaiser les rebelles. Peu après, Mariano Paredes y Arrillaga conduit un soulèvement contre Bustamante à Guadalajara, Juan N. Álvarez dans le sud, et Santa Anna à Perote. Cette fois Valencia rejoint la rébellion et le 4 septembre 1841 il promulgue le Plan de la Ciudadela.
La situation est désormais sérieuse pour Bustamante. Étant lui-même général, il prend le parti de combattre les rebelles, mais il est défait. Bustamante part donc en exil en Europe pour la seconde fois (en Italie). Les généraux qui s'étaient ligués contre lui trouvent un accord politique qu'ils promulguent en tant que Plan de Tacubaya. Ce plan proclame la présidence vacante et nomme un président provisoire qui sera chargé d'organiser des élections et de convoquer une assemblée constituante. Ce président provisoire ne sera autre que Santa Anna qui devient ainsi président pour la sixième fois. Après quelques autres changements à la présidence (y compris deux nouveaux mandats de Santa Anna), José Joaquín de Herrera devient président par intérim le 17 décembre 1844. Il devient président constitutionnelle le 16 septembre 1845. Deux jours auparavant, le général Mariano Paredes y Arrillaga se rebelle à nouveau contre Herrera. En décembre 1845 Herrera annonce qu'il prend la tête d'une expédition pour chasser les envahisseurs nord-américains qui ont atteint Saltillo. Le général Paredes se saisit de cette occasion et prend le pouvoir. Le 30 décembre 1845, le général Valencia, alors responsable de la garnison de Mexico, annonce qu'il soutient Paredes. Paredes remet alors le pouvoir à Valencia.
Il s'agit d'une nomination temporaire, dans le but d'assurer un transfert de pouvoir pseudo constitutionnel. Une junte conduite par l'archevêque de Mexico, Manuel Posada, est convoquée. Le 2 janvier 1846 cette junte élit le général Paredes, président par intérim. Le mandat de Valencia a duré trois jours. En 1847 le général Valencia fait partie des troupes mexicaines qui s'opposent à l'avance du général Winfield Scott de Veracruz à Mexico durant la guerre américano-mexicaine. Le 19 août 1847, les forces de Scott attaquent celles de Valencia dans la ville de Contreras, près de Mexico. À cause de la rivalité qui oppose Valencia et Santa Anna, Valencia s'est avancé au-delà des positions qui lui avaient été assignées. Pour cette raison, Santa Anna refuse de lui envoyer des renforts et les Mexicains subiront alors une très lourde défaite ce 20 août. Le reste des troupes de Valencia se replient sur Churubusco et y rejoignent celle de Santa Anna. Scott poursuivra son avance et les Mexicains seront à nouveau défaits à Churubusco, laissant ainsi ouverte la voie de Mexico.